# گرینویل (اوهایو)
گرینویل(به انگلیسی: Greenville) شهری در ایالت اوهایو کشور ایالات متحده آمریکا است که جمعیت آن در سرشماری سال ۲۰۱۰ میلادی، ۱۳٬۲۲۷ نفر بوده‌است.